# Puos d'Alpago
Puos d'Alpago es una localidad italiana de la provincia de Belluno, región de Véneto , con 2.460 habitantes.

## Evolución demográfica
| Gráfica de evolución demográfica de Puos d'Alpago entre 1861 y 2001 |
|                                                                     |
| Fuente ISTAT - elaboración gráfica de Wikipedia                     |